# Lierval
Lierval ist eine französische Gemeinde mit 120 Einwohnern (Stand 1. Januar 2022) im Département Aisne in der Region Hauts-de-France (vor 2016 Picardie). Sie gehört zum Arrondissement Laon und zum Kanton Laon-2.

## Geografie
Die Gemeinde Lierval liegt in einem Seitental der Ailette im Hügelland des Chemin des Dames, zehn Kilometer südlich von Laon. Nachbargemeinden von Lierval sind Presles-et-Thierny im Norden, Monthenault im Nordosten, Colligis-Crandelain im Osten und Südosten, Trucy im Südwesten, Chevregny im Westen sowie Nouvion-le-Vineux im Nordwesten.

## Bevölkerungsentwicklung
| Jahr                       | 1962 | 1968 | 1975 | 1982 | 1990 | 1999 | 2006 | 2013 | 2022 |
| Einwohner                  | 93   | 85   | 75   | 94   | 107  | 132  | 121  | 112  | 120  |
| Quellen: Cassini und INSEE |      |      |      |      |      |      |      |      |      |

## Sehenswürdigkeiten
- Kirche der Geburt der Heiligen Jungfrau (Église de la Nativité de la Sainte Vierge), Monument historique seit 1914

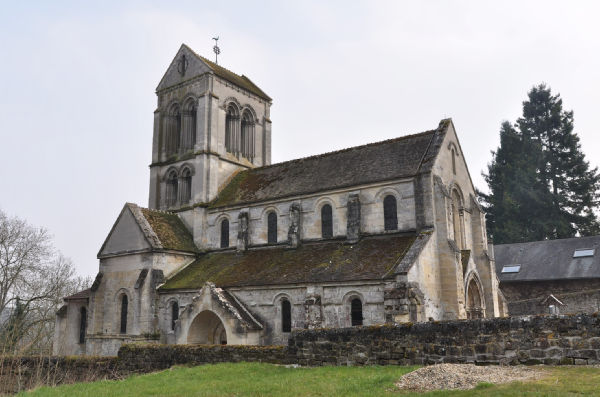
Kirche der Geburt der Heiligen Jungfrau